# Миша сватба
Миша сватба (наричана още мишкина, мишешка) е обред, изпълняван от населението в някои части на България, който цели предпазване на храната, дрехите и реколтата от мишки. Този обред не е календарно обвързан и се състои в следното:
Две жени с еднакви имена улавят мъжка и женска мишка и ги стъкмяват като младоженци. Поставят ги в кошница (гаванка, кратуна), завързани една за друга. Някои от момите и ергените стават „кумове“, „девери“ и „зълви“ на „младоженците“. Цялото селище се събира и под съпровода на сватбарска музика мишките биват изнесени извън землището на селището (в гората или при река), където ги пускат на свобода. После се нарежда тържествена общоселска трапеза.
Вярва се, че по този начин след мишките-„младоженци“ ще тръгнат всички домашни и полски мишки.